# Bednarzówka (Zalewo)
Bednarzówka (deutsch Böttchershof) ist ein Dorf in der polnischen Woiwodschaft Ermland-Masuren, das zur Stadt- und Landgemeinde Zalewo (Saalfeld) im Kreis Iława (Preußisch Eylau) gehört.

## Geografische Lage
Bednarzówka liegt am Nordostrand des Landschaftsschutzparks Eylauer Seenplatte (Park Krajobrazowy Pojezierza Iławskiego) an einer Nebenstraße, die von Półwieś (Ebenau) über Jezierce (Haack) nach Dobrzyki (Weinsberg) führt. Bis zur einstigen Kreisstadt Morąg (Mohrungen) sind es 25, bis zur jetzigen Powiathauptstadt Iława (Preußisch Eylau) 23 Kilometer.

## Geschichte
Der kleine vor 1945 Böttchershof genannte Ort bestand seinerzeit lediglich aus einem – jedoch sehr großen – Hof. Als Wohnplatz der Gemeinde Haack (heute polnisch: Jezierce) war der Ort in seiner Geschichte bis 1929 aufs Engste mit der Muttergemeinde verbunden und gehörte ab 1874 zum Amtsbezirk Weinsdorf (Dobrzyki) im Kreis Mohrungen im Regierungsbezirk Königsberg der preußischen Provinz Ostpreußen. Im Jahre 1929 schlossen sich die Gemeinden Haack und Kämmen (Kiemiany) zur neuen Landgemeinde Kämmen zusammen, wodurch Böttchershof nun ein Wohnplatz in dieser Gemeinde wurde.
In Kriegsfolge kam Böttchershof mit dem südlichen Ostpreußen 1945 zu Polen. Heute ist der Ort ein Teil des Schulzenamts (polnisch: sołectwo) Dobrzyki (Weinsdorf) innerhalb der Stadt- und Landgemeinde Zalewo (Saalfeld in Ostpreußen), gehört nicht mehr zum Landkreis Mohrungen, sondern liegt jetzt im Gebiet des Powiat Iławski (Kreis Preußisch Eylau) innerhalb der Woiwodschaft Ermland-Masuren (1975 bis 1998: Woiwodschaft Olsztyn (Allenstein)).

## Religionen

### Evangelisch
Vor 1945 war der größte Teil der Böttchershofer Bevölkerung evangelischer Konfession. Der Ort war in das Kirchspiel Weinsdorf eingepfarrt, das zuletzt zur Diözese Saalfeld (heute polnisch: Zalewo) im Kirchenkreis Mohrungen (Morąg) innerhalb der Kirchenprovinz Ostpreußen der Evangelischen Kirche der Altpreußischen Union gehörte. Seit 1945 sind die evangelischen Kirchenglieder Bednarzówkas in der Minderzahl. Sie sind heute in die Pfarrei Ostróda (Osterode in Ostpreußen) mit ihren nächstgelegenen Filialkirchen  in Iława und Morąg eingegliedert, die zur Diözese Masuren der Evangelisch-Augsburgischen Kirche in Polen gehört.

### Katholisch
Vor 1945 waren die katholischen Kirchenglieder in Böttchershof der Pfarrei St. Josef in Mohrungen (Morąg) zugeordnet, die zum Dekanat Pomesanien (Sitz: Osterode in Ostpreußen) im Bistum Ermland gehörte. Heute ist der weitaus größte Bevölkerungsteil Bednarzówkas katholischer Konfession. Die vor 1945 evangelische Kirche in Dobrzyki (Weinsdorf) ist heute die katholische Pfarrkirche, in deren Einzugsbereich Bednarzówka liegt. Sie ist Teil des Dekanats Miłomłyn (Liebemühl) im Bistum Elbląg (Elbing) der Katholischen Kirche in Polen.